# Małgorzata Durbas
Małgorzata Durbas, właściwie Małgorzata Durbas-Skwarczyńska – polska historyk, dr hab. nauk humanistycznych, profesor nadzwyczajny Instytutu Historii Wydziału Humanistycznego Uniwersytetu Humanistycznego-Przyrodniczego im. Jana Długosza w Częstochowie i Wyższej Szkoły Hotelarstwa i Turystyki w Częstochowie.

## Życiorys
9 lipca 2003 obroniła pracę doktorską, 12 marca 2014 habilitowała się na podstawie oceny dorobku naukowego i pracy zatytułowanej Akademia Stanisława w Nancy (1750-1766). Została zatrudniona na stanowisku  adiunkta w Zakładzie Historii Nowożytnej Akademii im. Jana Długosza w Częstochowie.
Objęła funkcję profesora nadzwyczajnego w Instytucie Historii na Wydziale Humanistycznym Uniwersytetu Humanistycznego-Przyrodniczego im. Jana Długosza w Częstochowie, oraz w Wyższej Szkole Hotelarstwa i Turystyki w Częstochowie.

## Publikacje
- 2005: Ogrody króla Stanisława Leszczyńskiego w Lotaryngii w latach 1737-1766[3]
- 2015: Szkoła Kadetów w Lunéville w latach 1737-1766 : polscy wychowankowie[3]
- 2016: Emmanuel Héré i Jean Lamour oraz ich dzieła upamiętniające kulturową spuściznę króla Stanisława Leszczyńskiego w Lotaryngii[3]
- 2017: Izba porad bezpłatnych na przykładzie fundacji króla Stanisława Leszczyńskiego w Lotaryngii (1750-1766)[3]